# Anigraea
Anigraea là một chi bướm đêm thuộc họ Noctuidae.

## Các loài
- Anigraea cinctipalpis (Walker, 1865)
- Anigraea ochrobasis Hampson, 1912
- Anigraea particolor Warren, 1914